# Született férjek
A Született férjek ausztrál televíziós filmsorozat. Ausztráliában 2012. szeptember 2-ától a Nine Network mutatta be. Magyarországon a Story4 tűzte műsorra.

## Ismertető
A sorozat főhőse 4 apa. Az apák elmennek első osztályos gyermekeikkel az iskolába, és haza is hozzák onnan őket. Ez így nem csupán a gyermekekhez való viszonyaikon változtat, de az egymás közötti kapcsolatuk is érdekes módon jön össze. Mark újra munkát keres, Lewis nyugdíjba menet után próbál elhelyezkedni, Kane boldog szeretne lenni, Justin pedig megakadályozni azt, hogy az egykori felesége ne hagyja, hogy a gyermekei vele maradjanak. Az újdonsült négy személye csapat összetart, hogy segítsenek egymáson.

## Szereplők
| Szereplő | Színész        | Magyar hang        | Leírás |
| -------- | -------------- | ------------------ | ------ |
| Justin   | Firass Dirani  | Varga Gábor        |        |
| Kane     | Gyton Grantley |                    |        |
| Mark     | Rhys Muldoon   | Pusztaszeri Kornél |        |
| Lewis    | Gary Sweet     | Barbinek Péter     |        |
| Abi      | Natalie Saleba | Kiss Virág         |        |
| Lucy     | Anna McGahan   |                    |        |